# النسبة الذهبية (كتاب)
دي ديفينا بروبورتيوني أو النسبة الذهبية هو كتاب عن الرياضيات ألفه لوكا باتشولي وقام بالرسوم الفنان ليوناردو دا فينشي، أُلِف الكتاب حوالي سنة 1498 في ميلانو وطبع لأول مرة في 1509. وكان موضوعه عن خصائص رياضية (يشير العنوان إلى النسبة الذهبية) وتطبيقاتها على الهندسة، والفن البصري من خلال الرسم المنظوري، والهندسة المعمارية. وضوح المواد المكتوبة والرسوم البيانية الممتازة لليوناردو ساعد الكتاب لتحقيق تأثير كبير، وتعميم المفاهيم الهندسية المعاصرة.

## محتويات الكتاب
تكون الكتاب من ثلاثة مخطوطات منفصلة، عمل بها باتشولي بين 1496 و 1498.

### خلاصة وافية عن النسبة الذهبية
الجزء الأول، يدرس النسبة الذهبية من منظور رياضي (وهو ذا صلة وثيقة لاعمال إقليدس) ويستكشف تطبيقاته لمختلف الفنون، في واحد وسبعين فصلا. كما أنه يحتوي على محاضرة حول البوليهيدرا العادية والبوليهدرا شبه المنتظمة، وكذلك تمت مناقشة استخدام المنظور الهندسي من قبل الرسامين مثل بييرو ديلا فرانشيسكا، ميلوزو دا فورلو وماركو بالميزانو.

### أطروحة حول العمارة
الجزء الثاني، أطروحة حول العمارة، يناقش أفكار فيتروفيو (من سلسلة كتبه "دي أركيتيتورا") على تطبيق الرياضيات على الهندسة المعمارية في عشرين فصلا. يقارن النص نسب الجسم البشري مع الهياكل الاصطناعية، مع أمثلة من العمارة اليونانية الرومانية الكلاسيكية.

### كتاب مقسم إلى ثلاثة أجزاء
الجزء الثالث، كتاب مقسم إلى ثلاثة أجزاء، هو أساسا ترجمة إيطالية للكتابات اللاتينية لبييرو ديلا فرانشيسكا.

### الرسوم التوضيحية

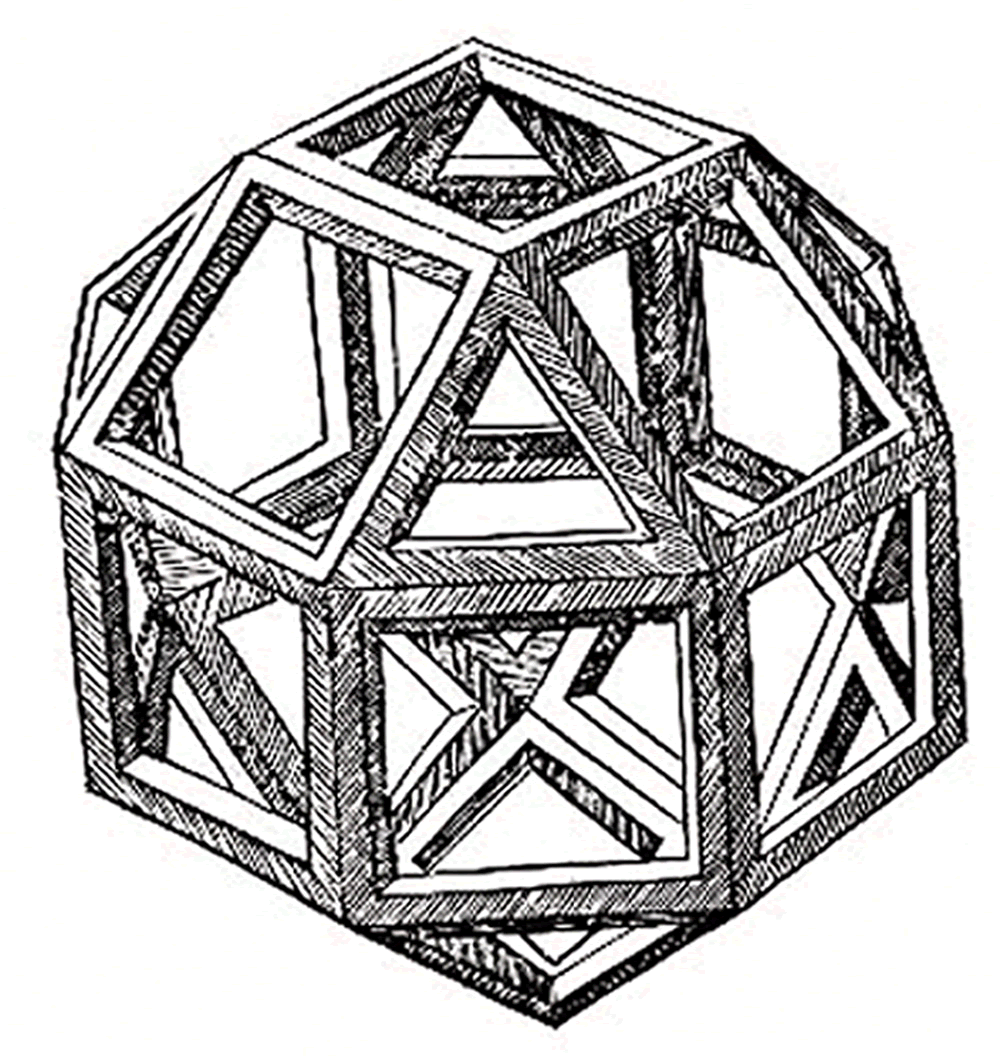
اول رسم توضيحي لل "rhombicuboctahedron"، بواسطة ليوناردو دا فينشي

بعد أنتهاء هذه الأجزاء الثلاثة، أُلحِقَ الكتاب بقسمين من الرسوم التوضيحية، الأول يظهر ثلاثة وعشرين حرفا كبيرا مرسومة مع مسطرة وبوصلة من قبل باتشولي والثاني حوالي ستين رسما توضيحي من رسم ليوناردو دا فينشي بواسطة الخشيب. رسم ليوناردو الرسوم التوضيحية من المواد الصلبة العادية بينما كان يأخذ دروس الرياضيات من باتشولي. رسومات ليوناردو هي على الأرجح الرسوم التوضيحية الأولى من المواد الصلبة العظمية التي اعطت سهولة التمييز بين المقطع الأمامي والخلفي للجسم.

## تاريخه

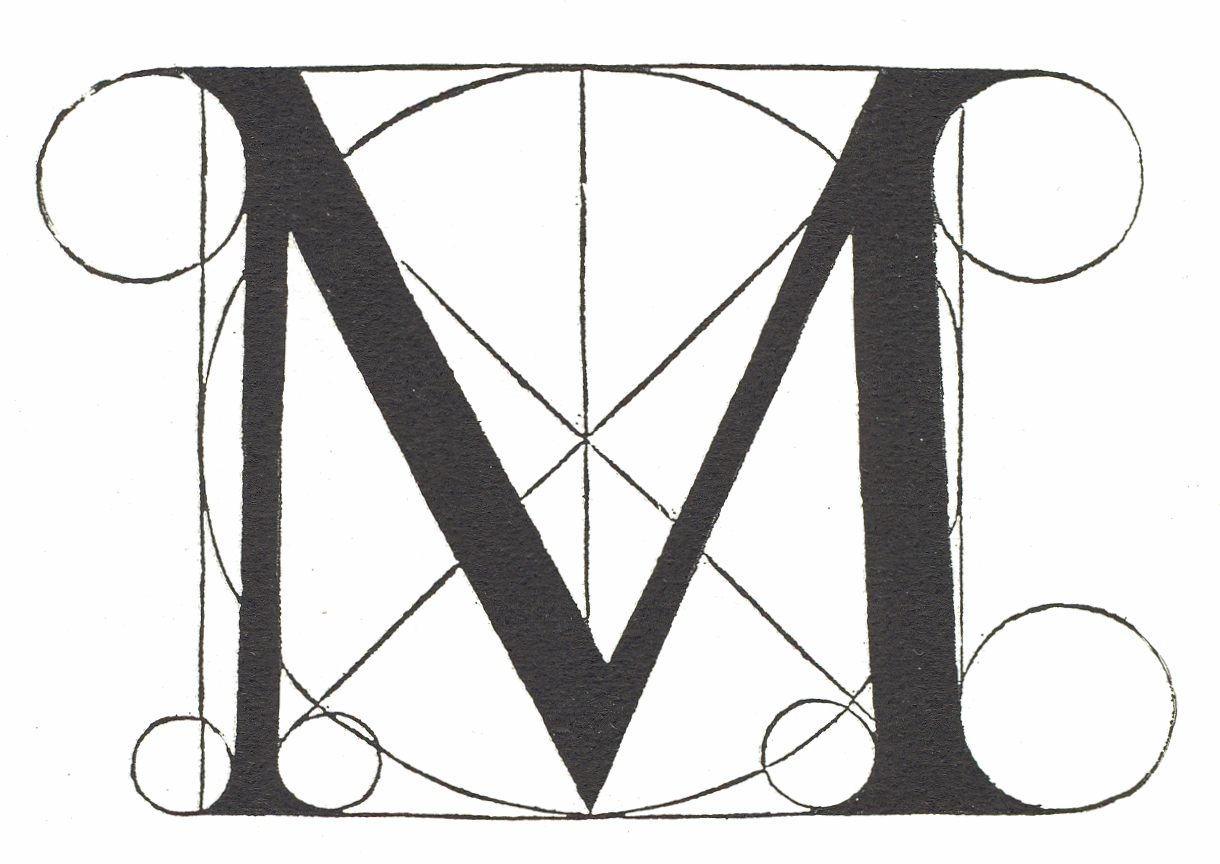
الحرف المعماري M

أنتج باتشولي ثلاثة مخطوطات من الأطروحة. أعطى النسخة الأولى مع الإهداء لدوق ميلان، لودوفيكو ايل مورو، وهذه المخطوطة محفوظة الآن في سويسرا في مكتبة جنيف. تم التبرع بالنسخة ثانية إلى غاليزو دا سانزيفيرينو، وتقع الآن في مكتبة الأمبروزيانا في ميلانو. أما الثالثة، التي فقدت، أعطيت إلى بيير سوديريني، غونفالونييري فلورنسا. في 1 يونيو 1509 نشرت الطبعة الأولى في البندقية من قبل باغانينو باغانيني، ومنذ ذلك الحين أعيد طبعها عدة مرات.
تم عرض الكتاب كجزء من معرض في ميلانو بين أكتوبر 2005 وأكتوبر 2006 جنبا إلى جنب مع مخطوطة أتلانتيكس لليوناردو دافينشي. حرف ال M الذي أستخدمه متحف المتروبوليتان للفنون في نيويور، أخذ من واحدة من صور كتاب النسبة الذهبية.